# Mercedes-Benz Baureihe 218
Die Mercedes-Benz Baureihe 218 bezeichnet die zweite Generation des CLS der Marke Mercedes-Benz. Das Modell wurde in zwei Varianten als „viertüriges Coupé“ sowie als fünftüriger „Shooting Brake“ angeboten. Beide Wagen bauen auf der Plattform der E-Klasse (Baureihe 212) auf und sind in der Oberklasse unterhalb der S-Klasse angesiedelt.
Das viertürige Modell (C 218) wurde seit dem 29. Januar 2011 vertrieben. Erstmals gezeigt wurde das Auto auf der Mondial de l’Automobile in Paris 2010.
Am 6. Oktober 2012 wurde der CLS um einen fünftürigen so genannten Shooting Brake, der als Kombi-Coupé verstanden wird, ergänzt. Intern wird dieses in seiner Klasse einzigartige Modell als X 218 bezeichnet.
Im September 2014 erschienen sowohl der CLS als auch der CLS Shooting Brake in überarbeiteter Form.
Der Einstiegspreis lag zur Markteinführung bei 59.857 Euro für den CLS 250 CDI BlueEFFICIENCY und bei 61.761 Euro für das entsprechende Modell als Shooting Brake.

## Design

### Exterieur
Das Design der ersten Generation blieb auch bei der zweiten Generation des CLS erhalten. So hat die Baureihe 218 eine lange Motorhaube, eine schmale Fenstergrafik und rahmenlose Seitenscheiben. Das Dach ist coupétypisch abgeflacht und das Heck endet leicht abfallend. Das Design der Front ist an den SLS AMG angelehnt. Die Kühlermaske ist nicht mehr optisch in die Motorhaube integriert, sondern separat gestaltet. Die Seitenlinie wird zum einen durch die vordere Strukturkante oberhalb des Kotflügels nach hinten abfallend und zum anderen durch die von Mercedes-Benz Schultermuskel genannte Wölbung über der Hinterachse geprägt. Der Übergang zum Heck ist durch die weit umgreifenden, mandelförmigen Heckleuchten fließend. Das Heck ist leicht gewölbt sowie leicht abfallend. Der Shooting Brake hat im Gegensatz zum Coupé ein Fließheck mit großer Heckklappe.
Mit der Modellpflege im September 2014 wurde das Exterieur-Design nur geringfügig geändert. Fortan verfügen alle Modelle über einen Diamantgrill und größere Lufteinlässe im vorderen Stoßfänger. Die Heckleuchten wurden leicht abgedunkelt.

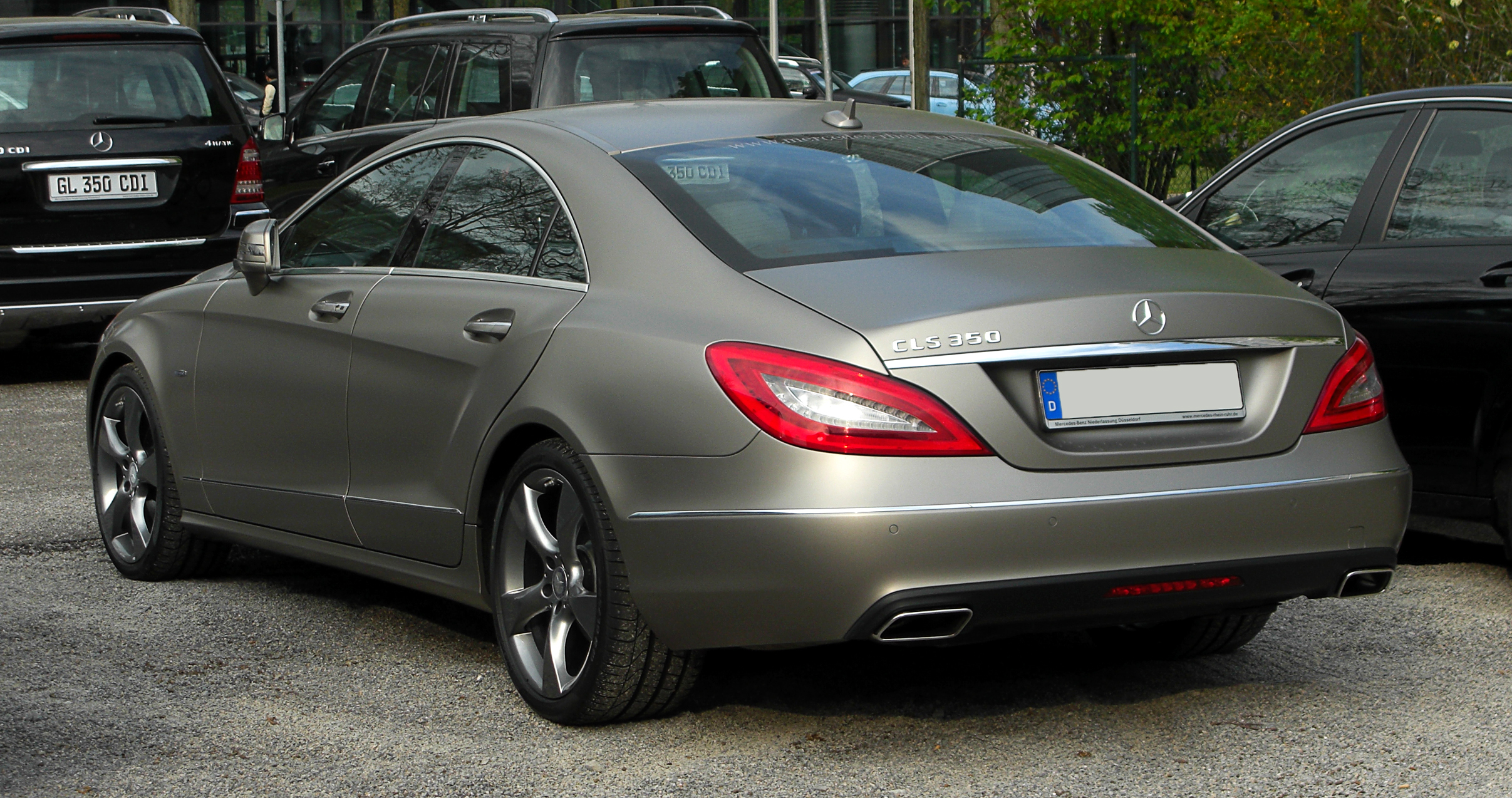
Heckansicht
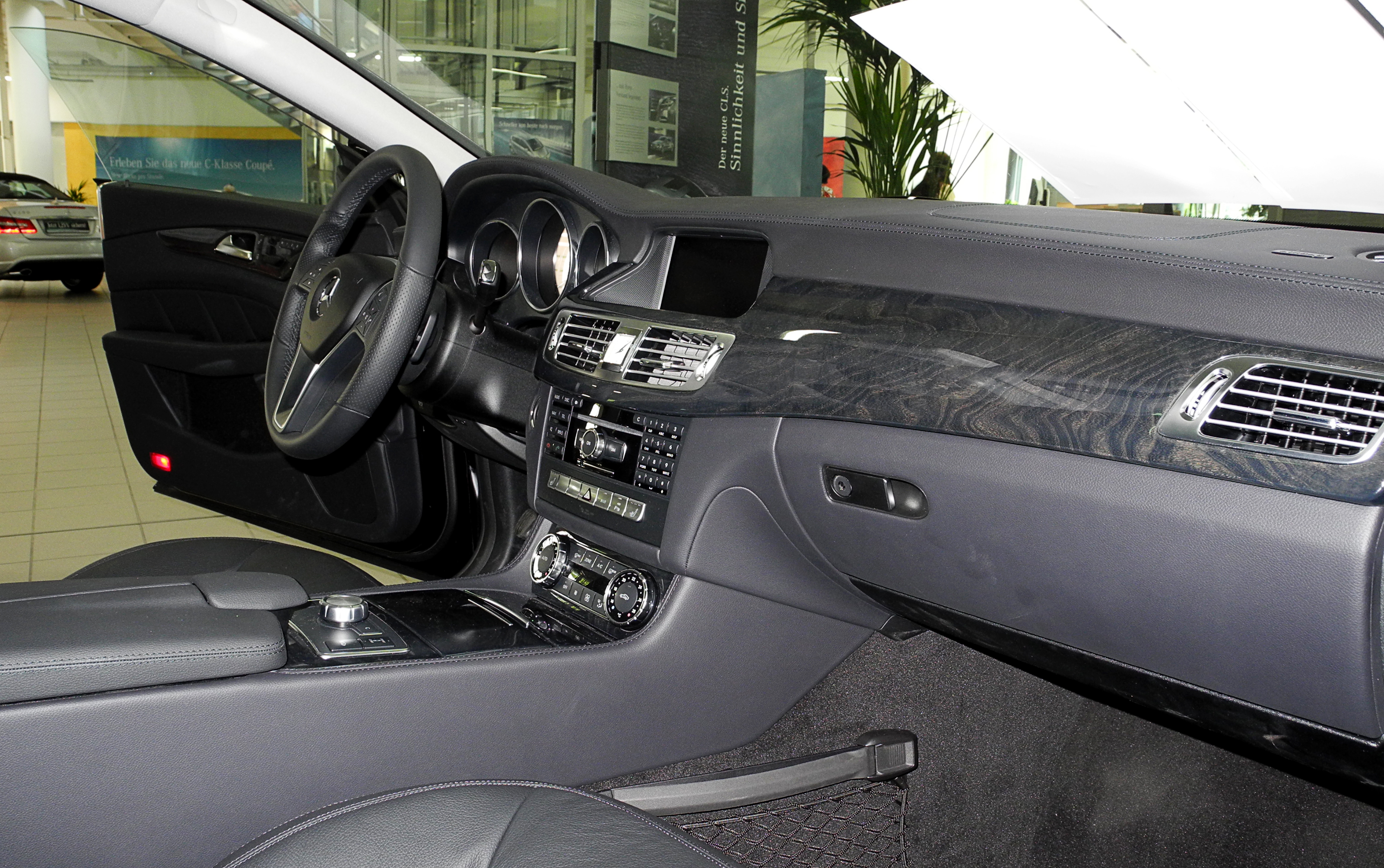
Cockpit
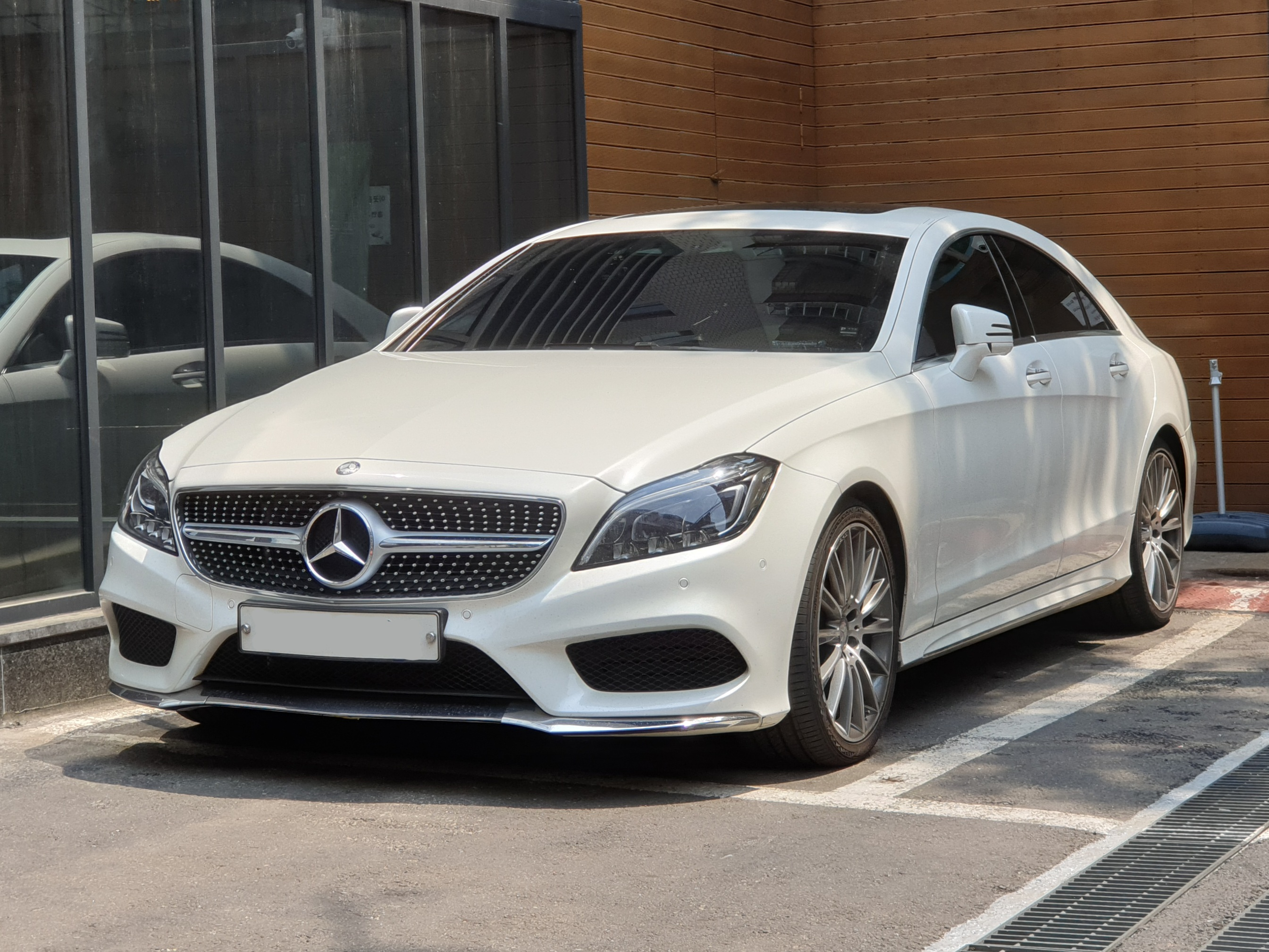
Mercedes-Benz CLS 400 (2014–2018)
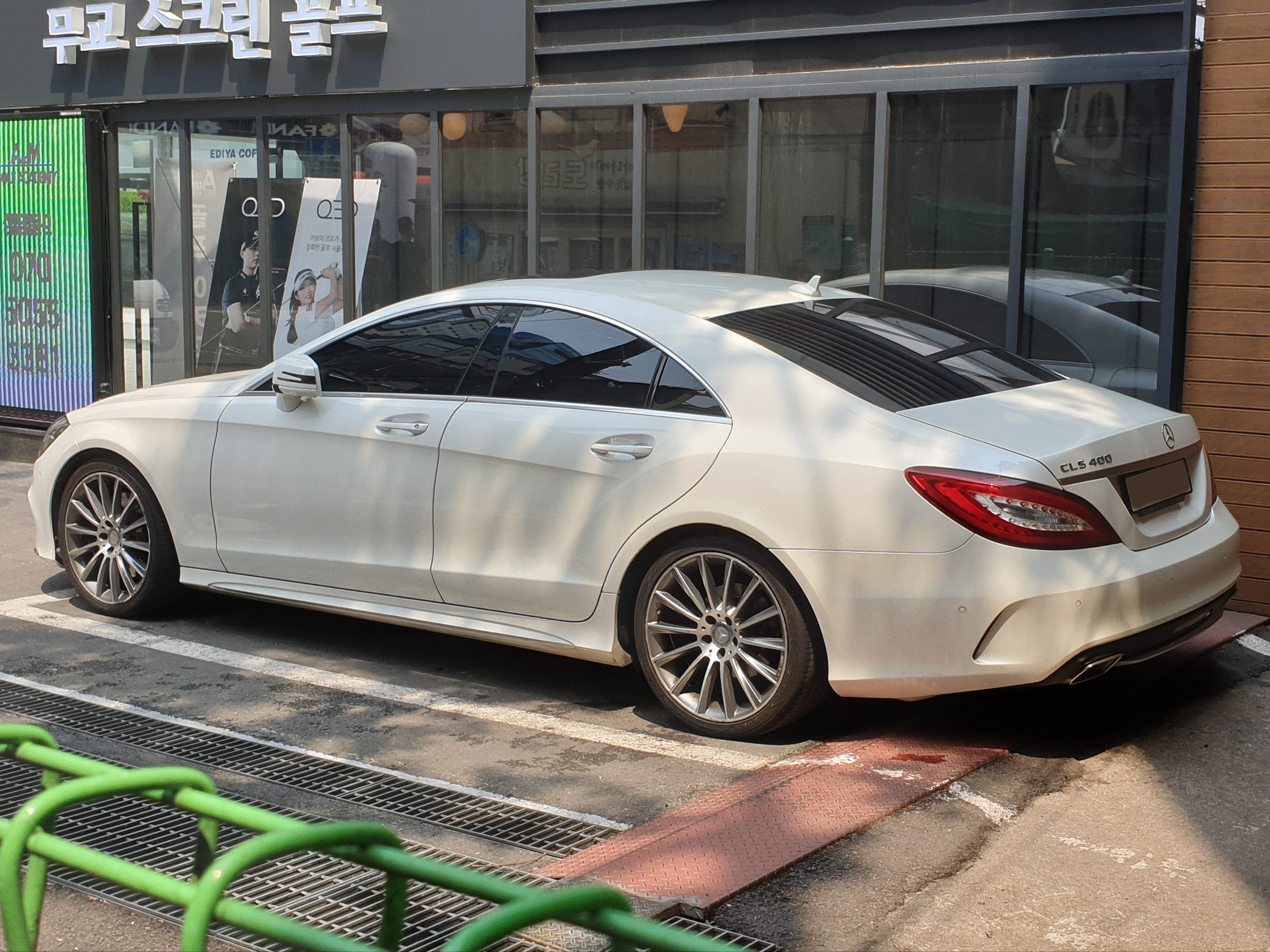
Heckansicht
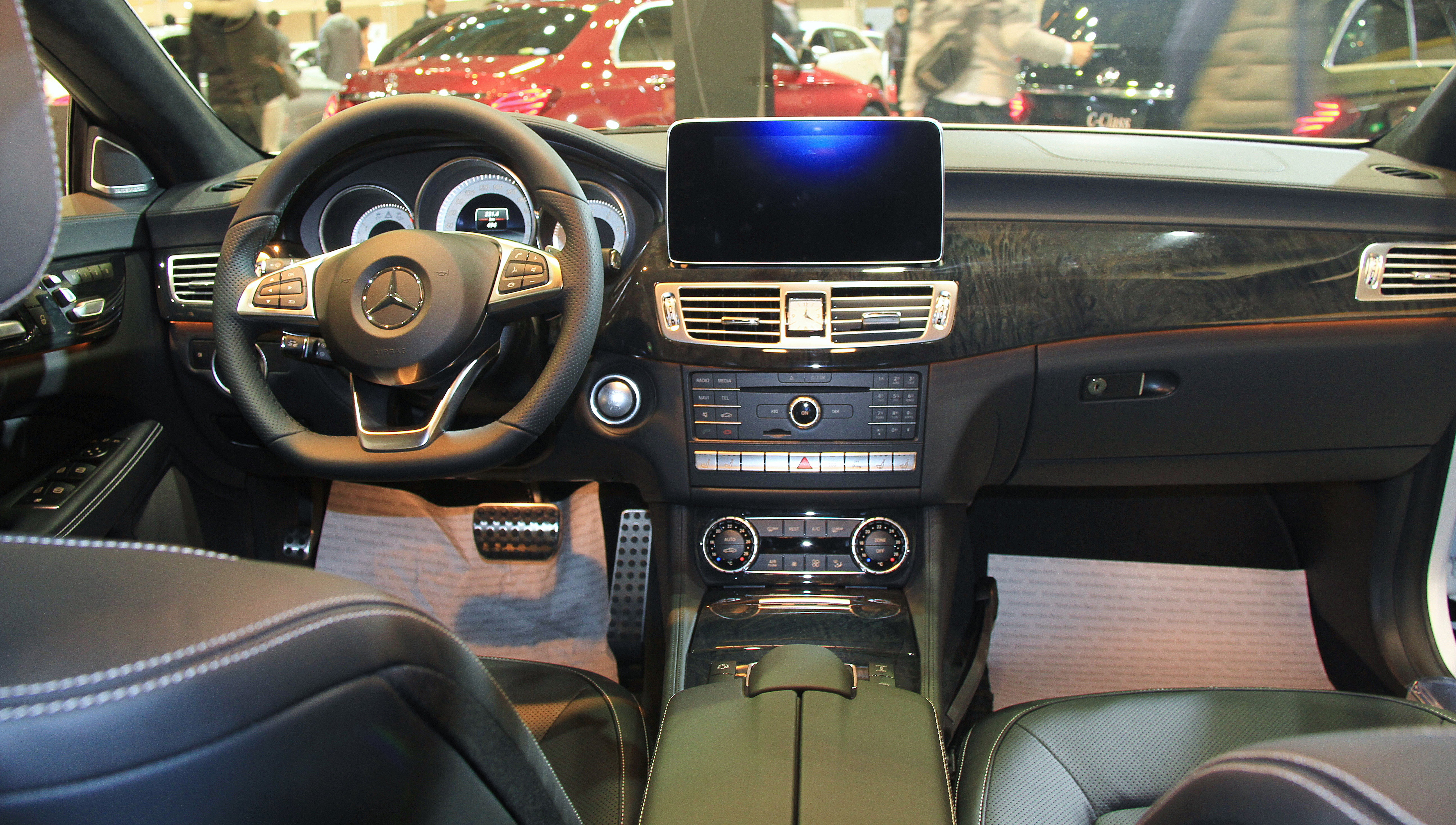
Cockpit (2014–2018)

### Interieur
Im Innenraum zieht sich eine hohe Linie in einem Schwung von der Fahrertür über den Instrumententräger bis zur Beifahrertür. Das Zentral-Display ist nun in das Instrumententafel-Oberteil integriert. Außerdem erhält die zweite Generation ein neues Lenkrad; ein weiteres Merkmal ist die aus der S-Klasse übernommene Analoguhr zwischen den Lüftungsdüsen. Der Tacho ist ein Teil der drei tief eingelassenen Rundinstrumente. Für die Steuerung wichtig ist der zentrale Dreh- und Drückknopf. Im gesamten Innenraum wurden großflächige Zierelemente harmonisch mit in das Gesamtdesign integriert. Der DIRECT SELECT-Wählhebel rechts am Lenkradstock macht Platz für ein größeres Ablagefach in der vorderen Mittelkonsole. Insgesamt werden fünf Interieurfarben, darunter auch zweifarbige Innenraumkonzepte angeboten. Das Cockpit und die vordere Sitzanlage sind in Coupé und Shooting Brake nahezu identisch. Der Shooting Brake bietet im Fond Platz für drei Passagiere gegenüber zwei im Coupé und der Kofferraum fasst zwischen 590 und 1550 Liter.
Mit der Modellpflege wurde das Interieur leicht überarbeitet. Neu sind ein verändertes Lenkrad und ein nun frei stehender acht Zoll großer Bildschirm.

## Ausstattung und Pakete

### Serienausstattung
Der CLS hat serienmäßig ASR, ABS, BAS, ESP, 7-Gang-Automatikgetriebe, crashaktive Kopfstützen und einen Knie-Airbag für den Fahrer sowie Agility Control-Fahrwerk mit selektivem Dämpfersystem. Dieses System passt die Stoßdämpfer automatisch dem jeweiligen Straßenzustand an. Außerdem gibt es die Agilitiy Control-Lenkung mit Sicherheitslenksäule, die höhen- und längsverstellbar ist. Auch die 2-Zonen-Klimatisierungsautomatik Thermatic ist serienmäßig. Darüber hinaus ist dieses Modell mit einem adaptiv und blinkend wirkenden Bremslicht und, dem von Daimler Adaptive Brake genannten, Bremssystem ausgestattet. Ebenso gehören der Fahrlicht-Assistent, das Insassenschutzsystem Pre-Safe, Scheinwerfer in Bi-Xenon-Ausführung mit Leuchtweitenregulierung (bis August 2014), Voll-LED-Scheinwerfer (ab September 2014), LED-Seitenleuchten, LED-Blinkern und LED-Heckleuchten, Tagfahrlicht und ein Tempomat mit variabler Geschwindigkeitsbegrenzung Speedtronic mit Bremseingriff zur Serie.
Außerdem gibt es das Radio Audio 20 CD mit CD/DVD-Player. Das Farbdisplay hat eine Diagonale von 14,7 (bis August 2014) respektive 20,3 (seit September 2014) Zentimetern und eine Bluetooth-Schnittstelle mit Freisprechfunktion, einen Aux-in-Anschluss (in der Mittelkonsole), eine Telefontastatur sowie acht Lautsprecher. Bedient wird das Audio 20 CD über einen Controller auf der Mittelkonsole.
Die Serienausstattung umfasst auch das dreispeichige Multifunktionslenkrad in Nappaleder mit perforierten Einsätzen und silberner Chromspange, eine Teilleder-Polsterung und einen Schalt-/Wählhebel in Nappaleder. Alle Scheiben sind wärmedämmend. Als Zierelemente stehen Pappel, Wurzelnuss, Esche oder Linde (seit September 2014) zur Verfügung.

### Zusätzliche SerienausstattungenShooting Brake
Die Serienausstattung des Shooting Brake entspricht im Wesentlichen der des Coupés, weist jedoch einige Veränderungen auf. So lässt sich die Heckklappe elektrisch öffnen und schließen (EASY-PACK-Heckklappe) und die Rücksitzlehnen lassen sich per Hebel vom Laderaum aus umklappen (EASY-PACK-Quickfold). Zudem zählen eine herausnehmbare Laderaumabdeckung, Windowbags im Fond, eine Rückbank mit drei Sitzplätzen und Armauflage, eine Niveauregulierung an der Hinterachse, Gepäcknetze im Kofferraum sowie eine erweiterte Kofferraumbeleuchtung zur Serienausstattung des Shooting Brake.

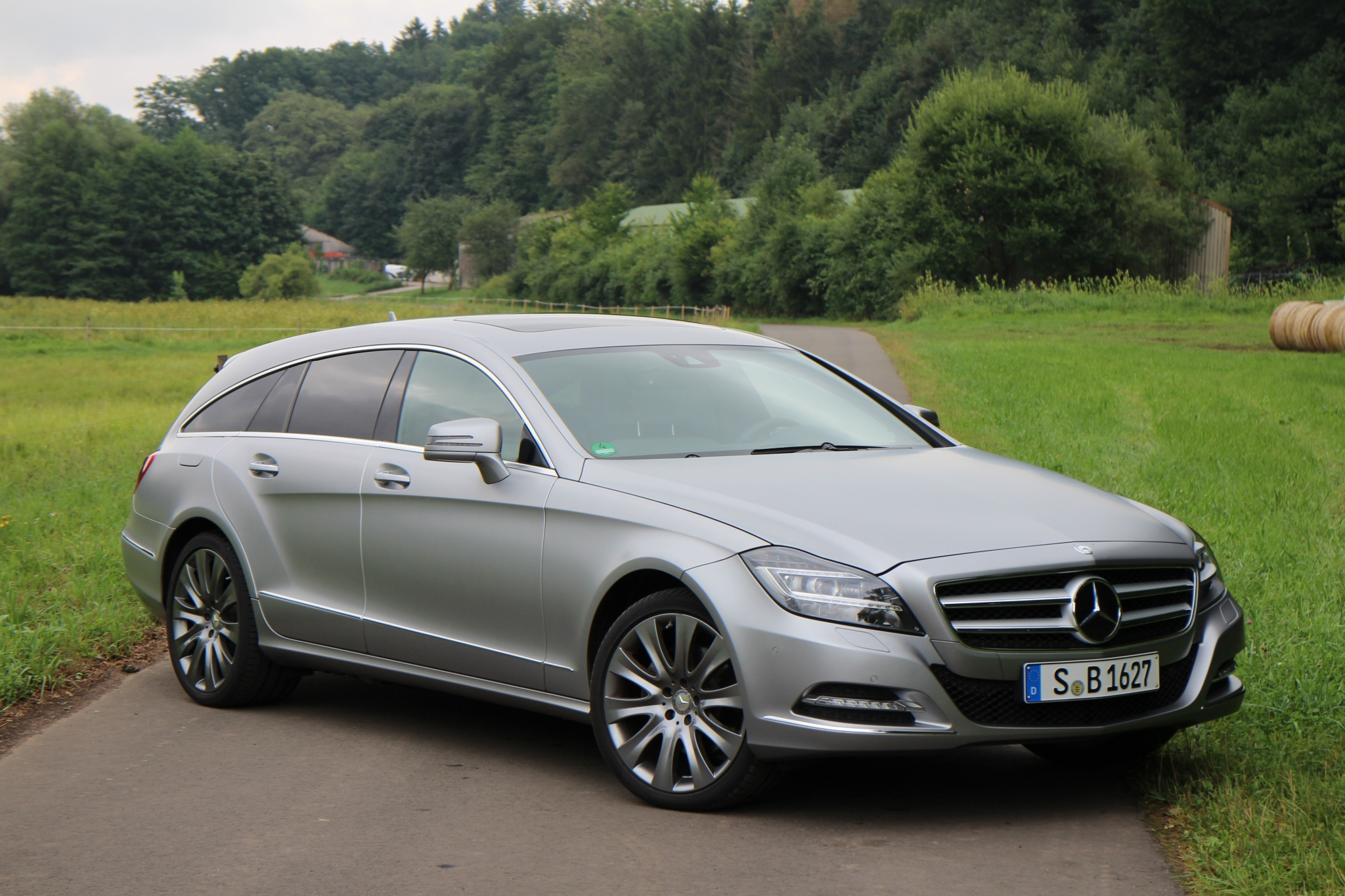
CLS 250 CDI Shooting Brake (2012–2014)
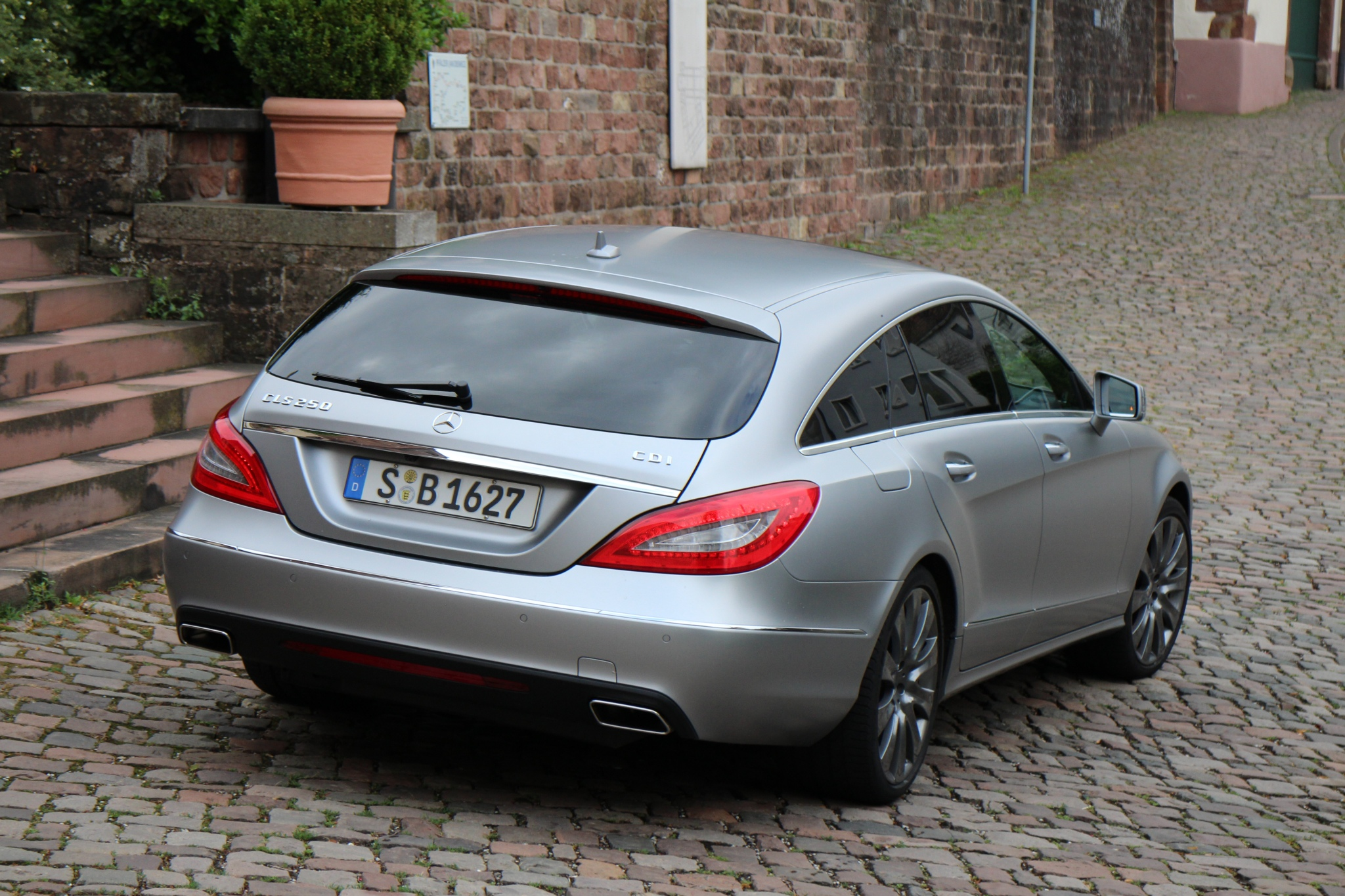
Heckansicht
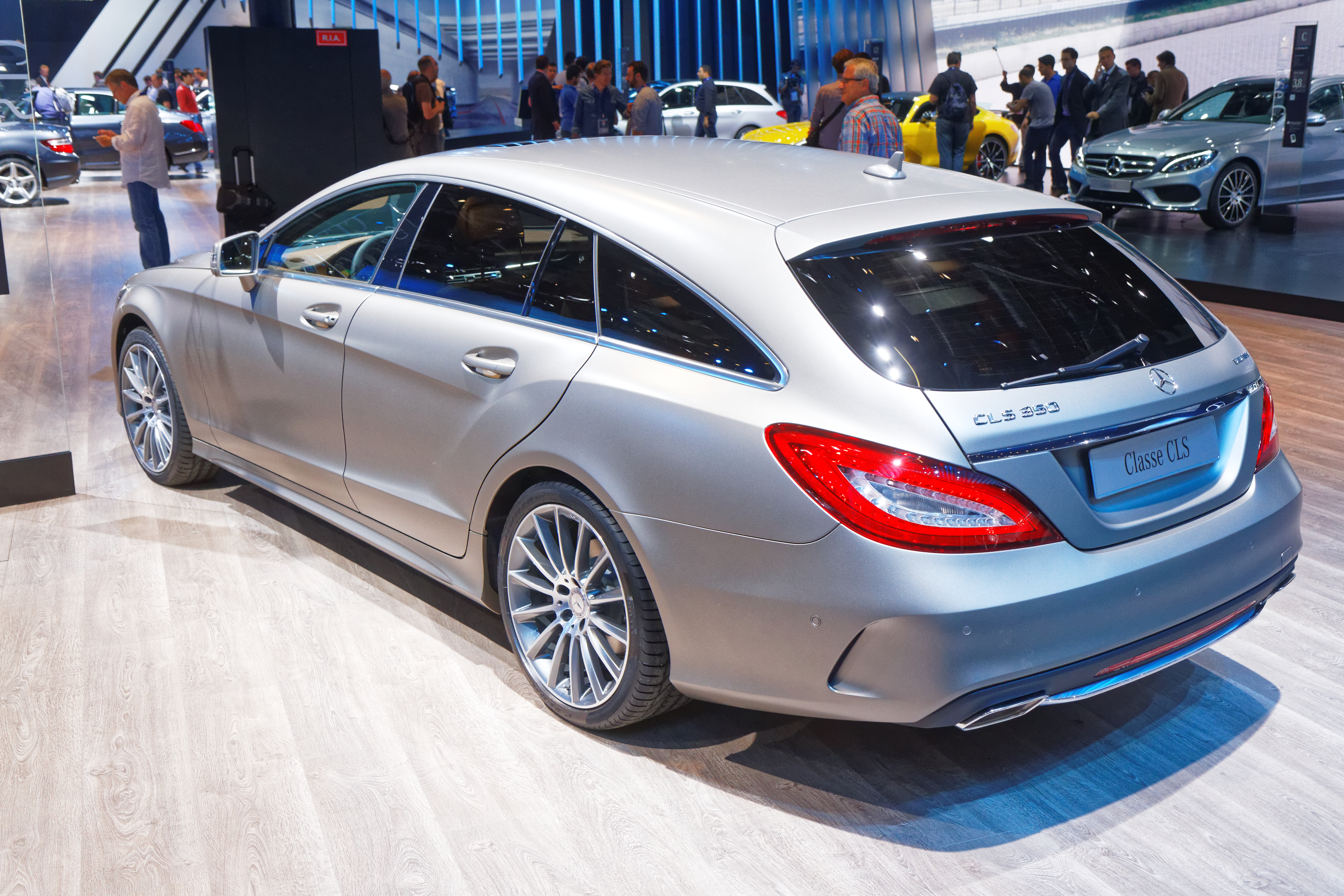
CLS 350 BlueTEC Shooting Brake (2014–2018)

### Sonderausstattung
Als Zusatzausstattung wird die Zweikammer-Luftfederung Airmatic, der Abstandsregeltempomat Distronic Plus, das LED Intelligent Light System, das die LED-High-Performance-Scheinwerfer inklusive des Intelligent Light System und Adaptiven Fernlicht-Assistenten beinhaltet, ein Nachtsicht-Assistent und ein Aktiver Park-Assistent inklusive Parktronic angeboten. Auch das schlüssellose Schließsystem Keyless Go gibt es auf Wunsch. Außerdem besteht die Möglichkeit, zwischen zwei Radio-Navigationssystemen zu wählen. Das Kartennavigationssystem Audio 50 APS (bis März 2012) bzw. Becker Map Pilot (seit April 2012) ist mit einem CD/DVD-Laufwerk sowie einer Telefontastatur ausgestattet. Die Kartendarstellung erfolgt in 2D. Das Multimedia-System Comand APS (bis Juli 2011) respektive der verbesserte Nachfolger Comand Online (ab Juli 2011) enthält die Sprachsteuerung Linguatronic serienmäßig. Der Bildschirm hat hier eine Diagonale von 17,8 (bis August 2014) bzw. 20,3 (seit September 2014) Zentimetern. Darüber hinaus werden das Surround-Soundsystem Harman Kardon Logic 7 mit 14 Lautsprechern und einer Leistung von 610 Watt sowie ein TV-Tuner angeboten. Weiterhin stehen die 3-Zonen-Klimatisierungsautomatik Thermotronic, diverse Lederpolsterungen und eine Sitzheizung sowohl auf den Vordersitzen als auch im Fond in der Preisliste. Eine Sitzklimatisierung inklusive Belüftung gibt es nur für die vorderen Sitze. Zur Auswahl stehen eine Vielzahl an Zierelementen.

### Zusätzliche SonderausstattungenShooting Brake
Für den Shooting Brake ist neben den aus dem Coupé bekannten Sonderausstattungen der designo-Holzladeboden erhältlich. Er besteht aus offenporigem amerikanischem Kirschbaumholz mit Aluminiumintarsien. Ein solcher Holzladeboden ist derzeit auf dem Markt einzigartig. Außerdem lassen sich auch Design-Aluminiumschienen und das Easy-Pack-System-Fixkit zur besseren Ladegutsicherung bestellen. Des Weiteren wurden für den Shooting Brake noch mehr unterschiedliche Leichtmetallfelgen ins Programm aufgenommen.

#### Exklusiv-Paket
Das Exklusiv-Paket enthält eine Ambientebeleuchtung in drei unterschiedlichen Lichtstimmungen (weißes, oranges, blaues Licht), ein anderes Sitzdesign, Fußmatten in Leder Nubuk gefasst und die Polsterung Leder PASSION Exklusiv. Ergänzt wird dieses Paket durch einen Innenhimmel in Alcantara in drei verschiedenen Farbtönen (schwarz, grau oder beige, je nach Interieurfarbe) und mit einer Mittelkonsole, Armauflagen, Türmittelfelder, Kopfstützen, das Instrumententafeloberteil und einer Fensterlinie, die allesamt mit Nappaleder bezogen sind.

#### Sport-Paket Exterieur
Das Sport-Paket Exterieur verfügt neben einem Fahrwerk mit sportlicherer Abstimmung über optimierte Dämpfer, trapezförmigen Endrohrblenden in Chrom und einen mattschwarzen Einsatz am Heckstoßfänger, zwei zur Auswahl stehende Leichtmetallräder im 5-Speichen-Design in den Größen 255/40 R 18 vorne und 285/35 R 18 hinten oder 255/35 R 19 vorne und 285/30 R 19 hinten. Auf Wunsch werden auch Leichtmetallräder in Anthrazit angebracht.

#### Sport-Paket AMG
Das Sport-Paket AMG ist eine Erweiterung des Sport-Paketes Exterieur. Es enthält im Interieur ein unten abgeflachtes Multifunktions-Sportlenkrad mit 3-Speichen in Leder Nappa. Es ist entweder in Schwarz oder in Mandelbeige gehalten. Hier kann per Schaltwippen am Lenkrad geschaltet werden. Außerdem enthält dieses Paket AMG-Fußmatten, eine in gebürstetem Edelstahl ausgeführte Sportpedalanlage mit Gumminoppen und graue Ziernähte, die an den Sitzen vorne und hinten, an den Kopfstützen, an den Armauflagen in den Türen sowie an der Mittelkonsole angebracht sind.
Äußerlich erkennt man das Sport-Paket AMG an der Front- und Heckschürze in AMG-Styling, an den Endrohrblenden in Chrom, an AMG-Leichtmetallrädern sowie an einem Kühlergrill mit einer Lamelle, die in chrom/silber lackiert ist. Ergänzt wird das Paket durch ein sportlicher abgestimmtes Fahrwerk (nicht in Verbindung mit AIRMATIC Luftfederung).

#### SondermodellPrime Edition
Zum Marktstart gab es auf Wunsch das Exklusivpaket Prime Edition, mit einer Mattlackierung in Manganit Grau Magno, designo Leder cortecchia pearl und einen Innenhimmel von designo in der Stofffarbe schwarz. Die Zierteile sind entweder in Esche schwarz oder hellbrauner Pappel, seidenmatt lieferbar. Bestellbar war das Modell für das Coupé bis Ende März 2012, für den Shooting Brake ist es noch erhältlich. Es bietet für das Exterieur eine matte Außenlackierung in designo alanitgrau magno (optional sind auch einige Serienlacke erhältlich). Im Interieur wird die Polsterung in designo Leder platinweiß (optional auch in Leder Passion schwarz), die Zierelemente in Holz Esche schwarz (optional auch in Klavierlack schwarz) sowie die Sportpedalanlage aus gebürstetem Edelstahl, die Fußmatten mit „EDITION1“-Schriftzug und der designo Innenhimmel in schwarz angeboten.

## Innovationen

### LED High Performance-Scheinwerfer

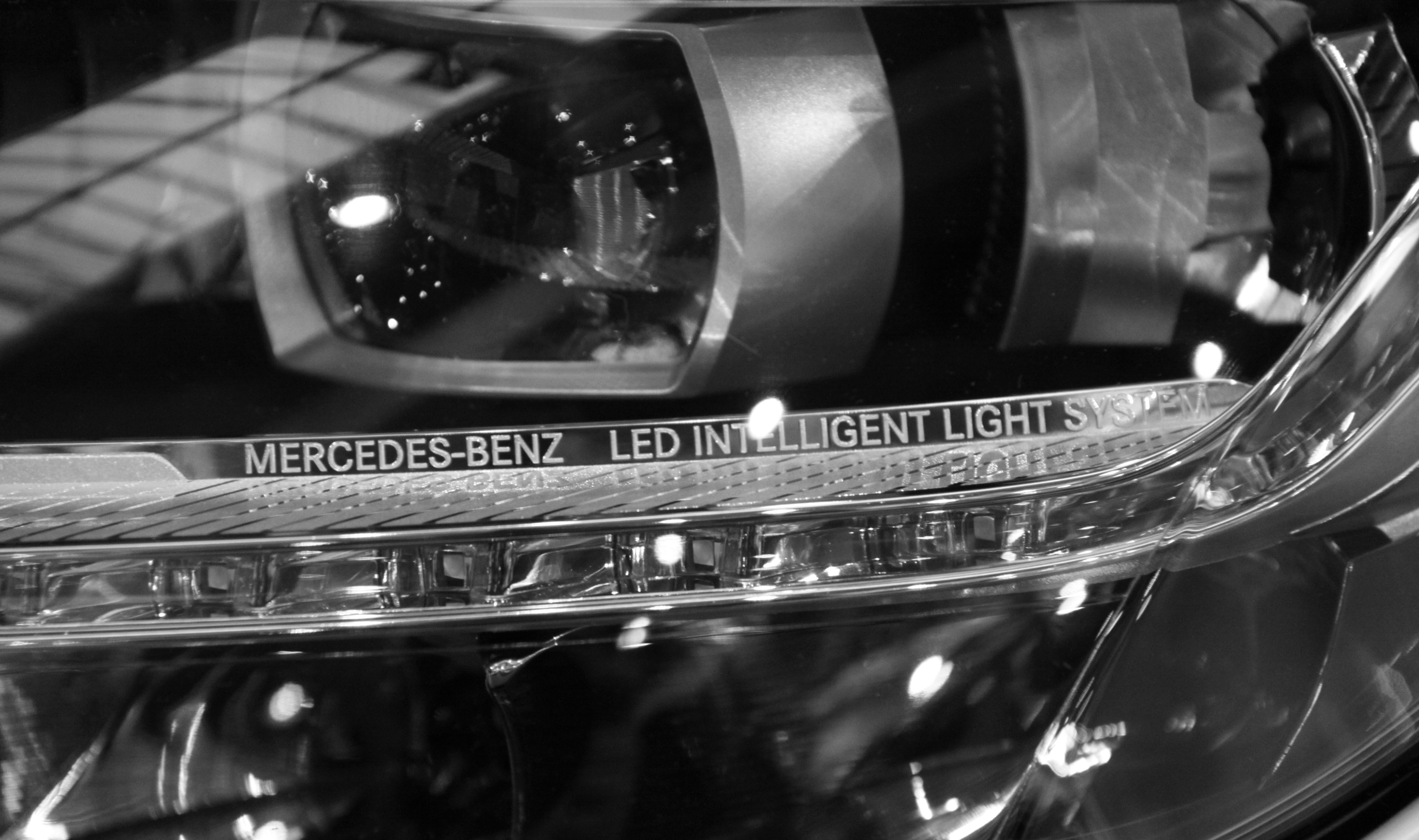
Mercedes CLS Frontscheinwerfer mit Intelligent Light System Gravur

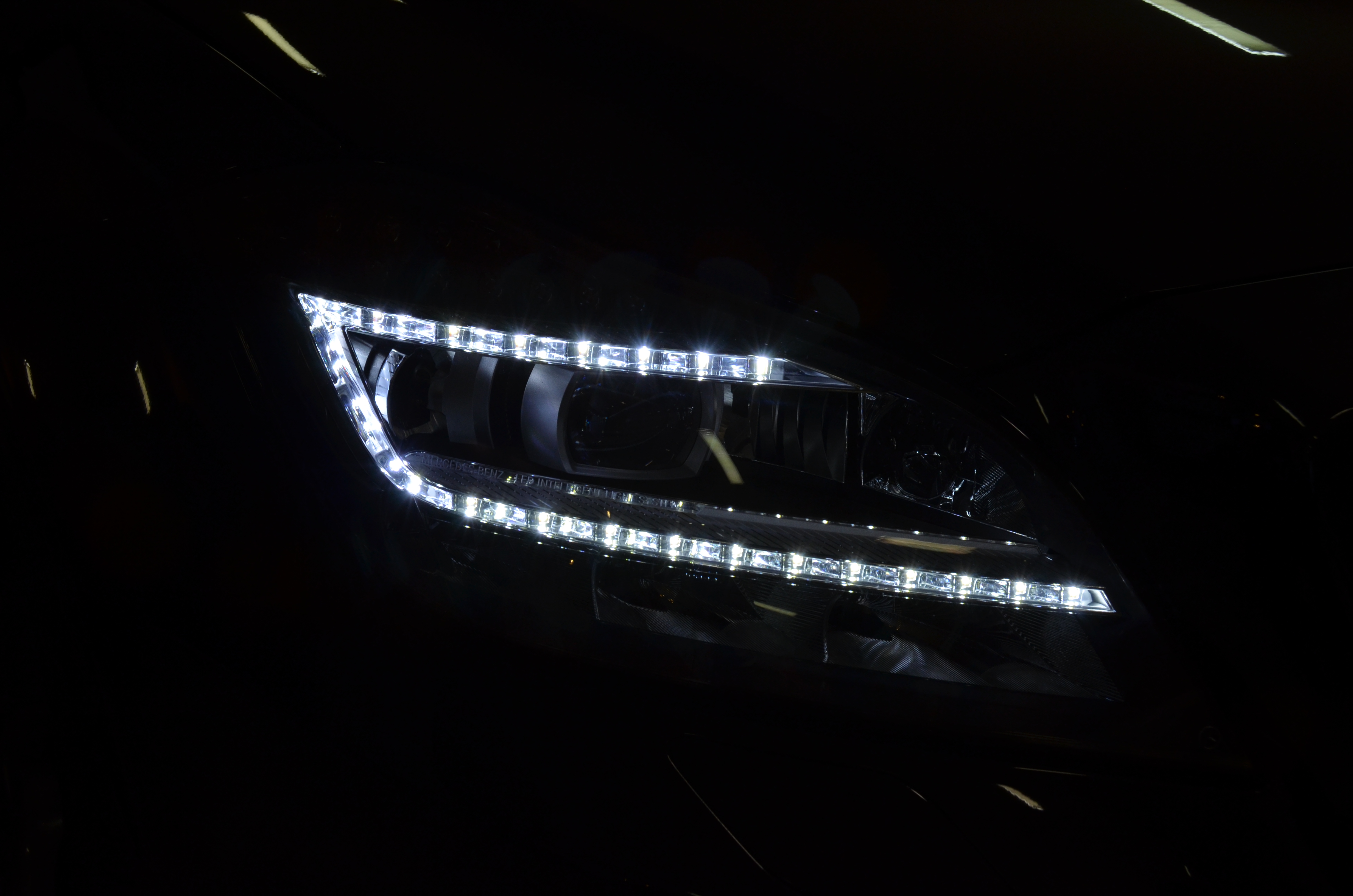
Leuchtengrafik der LED-Frontscheinwerfer bei Nacht

Beim LED High Performance-Scheinwerfer, auch Voll-LED-Scheinwerfer genannt, handelt es sich um den weltweit ersten Scheinwerfer, der alle dynamischen Lichtfunktionen in LED-Technik bietet. Insgesamt sind je Scheinwerfer 71 Leuchtdioden verbaut. Dieser Scheinwerfer enthält das Intelligent Light System, das fünf Lichtfunktionen – „Landstraßenlicht“, „Autobahnlicht“, „Erweitertes Nebellicht“, „Aktives Kurvenlicht“ sowie „Abbiegelicht“ – die auf typische Fahr- oder Wetterbedingungen abgestimmt sind, in sich vereint. Darüber hinaus konnte auch der Adaptive Fernlichtassistent mit seiner adaptiven Leuchtweite und weichen Lichtwechseln umgesetzt werden. Bis zur Modellpflege waren diese Scheinwerfer auf Wunsch erhältlich. Seitdem sind diese serienmäßig verbaut.

### Multibeam LED
Unter Multibeam-LED versteht man eine neue Scheinwerfer-Technik, die mit der Modellpflege im September 2014 auf Wunsch erhältlich ist. Ein Scheinwerfer besteht aus 36 hochauflösenden LED-Modulen, wovon 24 separat angesteuert werden können, sodass die Fahrbahn vollkommen automatisch und mit deutlich verbesserter Lichtverteilung und Lichtweite ausgeleuchtet werden kann, ohne dabei den Gegenverkehr zu blenden. Gesteuert werden die Scheinwerfer über eine Kamera, die hinter der Frontscheibe angebracht ist. Insgesamt realisieren vier Steuergeräte 100 Mal pro Sekunde das Lichtbild. Das Aktive Kurvenlicht kann dadurch vorausschauend arbeiten. Neu ist das sogenannte Kreisverkehrlicht, das anhand der Daten, die das Navigationsgerät liefert, Kreisverkehre erkennen und den Lichtkegel entsprechend anpassen kann.

### Magic Sky Control
Nach dem SLK (R 172) sollte es das von Mercedes-Benz genannte Magic Sky Control auch im neuen CLS geben. Später wurde die Entscheidung jedoch wieder zurückgezogen. Dabei handelt es sich um ein schaltbares Glasdach, das zuvor nur aus dem Maybach bekannt war. Der Unterschied zu normalen Glasdächern besteht darin, dass das Magic Sky Control die Wärme und die Strahlen der Sonne vom Innenraum abhält; außerdem kann man es variabel abdunkeln oder aber auch aufhellen. Im eingeschalteten Modus liegt die Temperatur auf Interieurteilen wie Armauflagen um bis zu zehn Grad Celsius unter den Werten mit konventionellem Grünglas.
Das Dach funktioniert durch die Physik eines Platten-Kondensators: Wird eine elektrische Spannung an die Glaskonstruktion angelegt, richten sich Teilchen im Glasaufbau so aus, dass Licht die Scheibe durchdringen kann. Bleibt die Spannung hingegen ausgeschaltet, bleiben die Partikel zufällig ausgerichtet. Dadurch wird das Licht teilweise blockiert, und die Scheibe bleibt dunkel. Demnach erwärmt sich der Innenraum weniger stark und die Klimaanlage wird entlastet, wenn das Dach dunkel geschaltet ist.

## Technische Daten

### Motoren

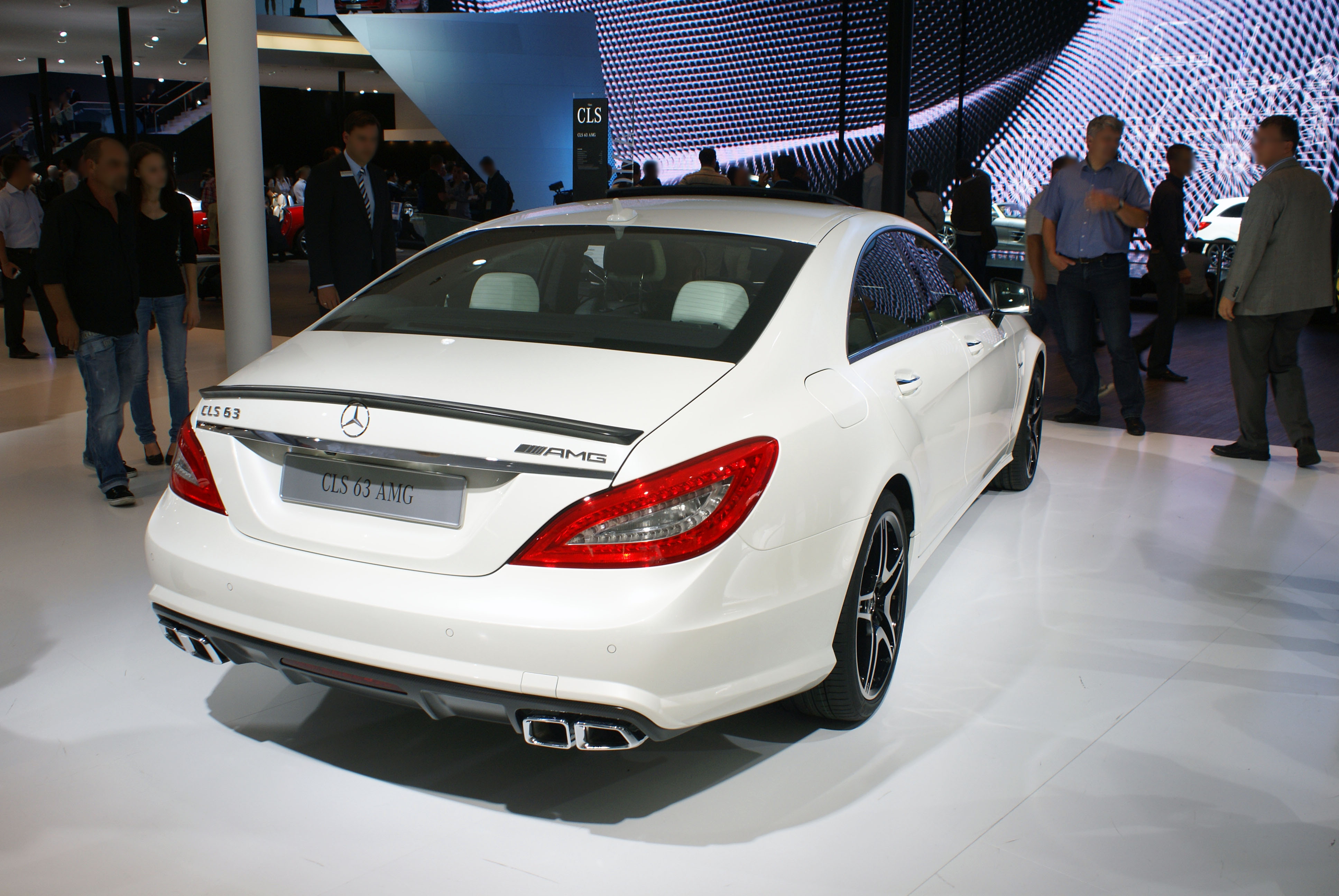
CLS 63 AMG (2011–2014)

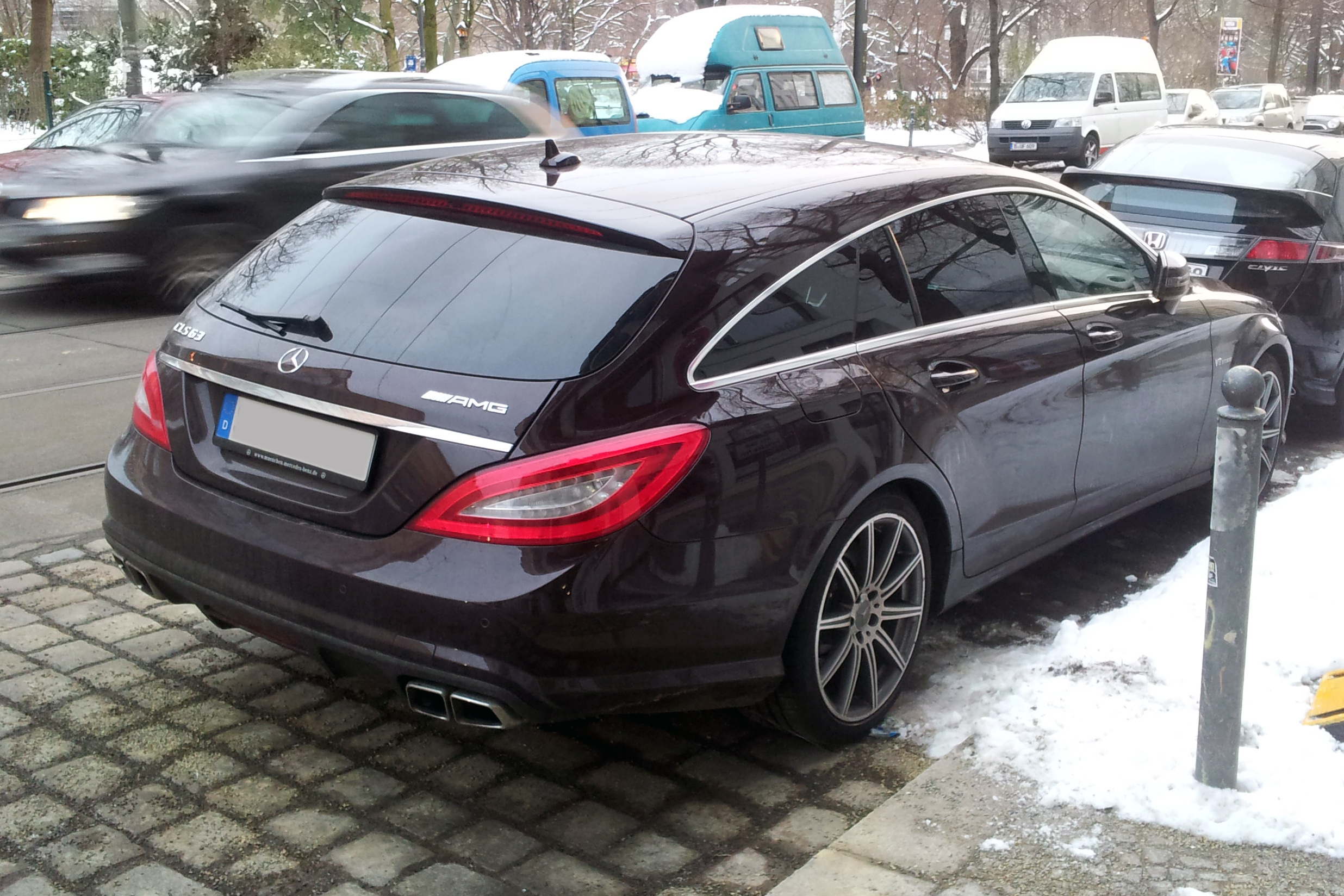
CLS 63 AMG Shooting Brake (2012–2014)

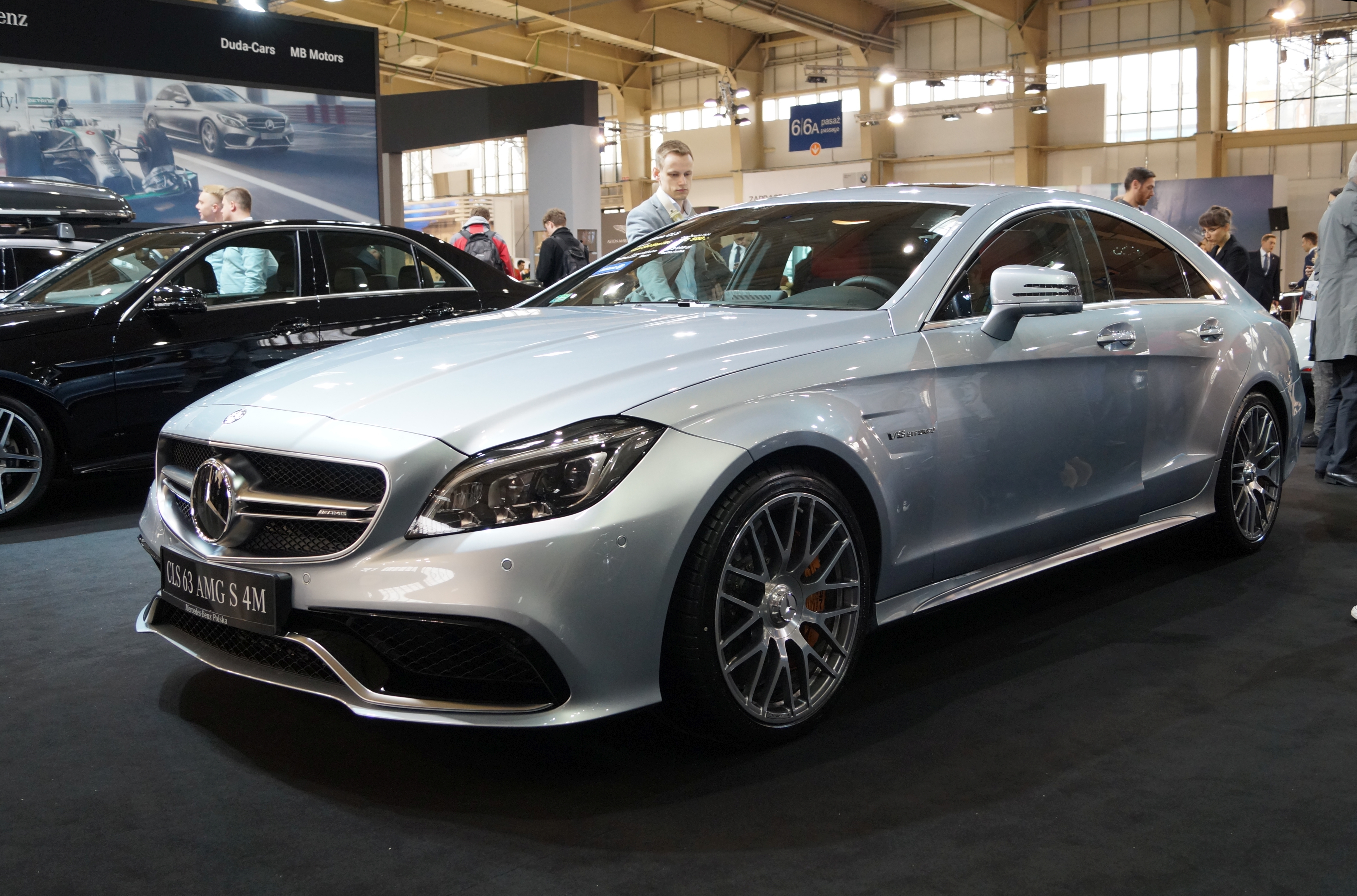
CLS 63 AMG (2014–2017)

Der Kunde kann zwischen fünf Motoren wählen, darunter zwei Diesel – auch ein Vierzylinder – und drei völlig neu entwickelte Benziner mit der erstmals in einem Fahrzeug eingesetzten strahlgeführten Direkteinspritzung der dritten Generation und neuer, verbesserter Ventilsteuerung. Alle Modelle bis auf den CLS 350 CDI BlueEFFICIENCY haben ein Start-Stopp-System, das den Verbrauch senkt. Zum Marktstart im Januar 2011 gab es zwei Motoren: Zum einen der überarbeitete und stärkere V6-Dieselmotor CLS 350 CDI BlueEFFICIENCY mit 195 kW (265 PS), den es ab September 2011 auch in Verbindung mit dem Allradantrieb 4MATIC gab und zum anderen der neu entwickelte V6-Ottomotor mit Direkteinspritzung im CLS 350 BlueEFFICIENCY mit 225 kW (306 PS). Im März folgten der aus der C- und E-Klasse bekannte Vierzylinder-Dieselmotor mit zwei Turboladern im CLS 250 CDI BlueEFFICIENCY mit 150 kW (204 PS) und der neu entwickelte 4,6-Liter große V8-Ottomotor mit zwei Turboladern und Direkteinspritzung im CLS 500 BlueEFFICIENCY, der 300 kW (408 PS) hat; auf Wunsch gegen Aufpreis gab es letzteren ab September 2011 auch mit 4MATIC. Abgerundet wird die Motorenpalette des CLS durch das Topmodell des Haustuners AMG, den CLS 63 AMG. Hier gibt es einen  neu entwickelten 5,5-Liter großen 8-Zylinder Ottomotor mit zwei Turboladern und Direkteinspritzung mit 386 kW (525 PS). Auf Wunsch wird beim Topmodell auch das AMG Performance-Package angeboten, mit dem die Leistung auf 409 kW (557 PS) und das Drehmoment auf 800 Nm steigt. Seit Januar 2013 wird der CLS 350 BlueTEC, auf Wunsch auch in Verbindung mit 4MATIC, angeboten. Dabei handelt es sich um den bisherigen 3,0-Liter-V6-Dieselmotor mit einer leicht geminderten Leistung auf 185 kW (252 PS), der mithilfe der Harnstoffeinspritzung die Euro-6-Abgasnorm erfüllt. Ab April 2013 wird der CLS 63 AMG außerdem in einer leistungsgesteigerten Version angeboten. Fortan wird die Leistung mit 410 kW (557 PS) angegeben; 4MATIC ist auf Wunsch ebenso lieferbar. Als neues Topmodell offeriert Mercedes-Benz das CLS 63 AMG 4MATIC S-Modell, das in der Leistung auf 430 kW (585 PS) sowie im Drehmoment auf 800 Nm gesteigert worden ist.
Mit der Modellpflege im September 2014 entfällt der CLS 350 und wird durch den CLS 400 ersetzt, der über einen doppelt aufgeladenen 3,5-Liter-V6-Ottomotor mit Direkteinspritzung verfügt und somit 245 kW (333 PS) leistet. Auf Seiten der Dieselmodelle wird der CLS 250 auf das BlueTEC-System umgestellt und erreicht wie alle anderen Motoren nun die Euro-6-Abgasnorm. Der CLS 250 BlueTEC ist nun auch als 4MATIC-Modell erhältlich. Unterhalb des bisherigen Einstiegsmodells wird der CLS 220 BlueTEC mit einer Leistung von 125 kW (170 PS) eingeführt. Ferner leistet der hinterradgetriebene CLS 350 BlueTEC nun 190 kW (258 PS) anstelle von 185 kW (252 PS). Das allradgetriebene Modell leistet unverändert 185 kW (252 PS). Der CLS 350 CDI  wird mit der Modellpflege umbenannt in "CLS 350 d".

### Technische Daten

#### Ottomotoren
| Kenngrößen                                  | CLS 300 (1)                       | CLS 350 (2)                                     | CLS 400 (4MATIC)                                                                | CLS 500 (4MATIC) (2)                                                                | CLS 500                                 | CLS 500 4MATIC                                                                 | CLS 63 AMG (5)                                                     | CLS 63 AMG (5)                           | CLS 63 AMG 4MATIC                         | CLS 63 AMG S 4MATIC                       |
| Bauzeitraum                                 | 02/2012–12/2017                   | 01/2011–08/2014                                 | 09/2014–12/2017                                                                 | 04/2011–08/2014 (11/2011–08/2014)                                                   | 09/2014–12/2017                         | 09/2014–12/2017                                                                | 03/2011–03/2013                                                    | 04/2013–12/2017                          | 06/2013–2018                              | 06/2013–2018                              |
| Motorkenndaten                              |                                   |                                                 |                                                                                 |                                                                                     |                                         |                                                                                |                                                                    |                                          |                                           |                                           |
| Motorbezeichnung *                          | M 276 DE 35 red.                  | M 276 DE 35                                     | M 276 DE 35 AL                                                                  | M 278 DE 46 AL red.                                                                 | M 278 DE 46 AL red.                     | M 278 DE 46 AL red.                                                            | M 157 DE 55 AL                                                     | M 157 DE 55 AL                           | M 157 DE 55 AL                            | M 157 DE 55 AL                            |
| Motortyp                                    | V6-Ottomotor                      | V6-Ottomotor                                    | V6-Ottomotor                                                                    | V8-Ottomotor                                                                        | V8-Ottomotor                            | V8-Ottomotor                                                                   | V8-Ottomotor                                                       | V8-Ottomotor                             | V8-Ottomotor                              | V8-Ottomotor                              |
| Gemischaufbereitung                         | Direkteinspritzung                | Direkteinspritzung                              | Direkteinspritzung                                                              | Direkteinspritzung                                                                  | Direkteinspritzung                      | Direkteinspritzung                                                             | Direkteinspritzung                                                 | Direkteinspritzung                       | Direkteinspritzung                        | Direkteinspritzung                        |
| Motoraufladung                              | —                                 | —                                               | Biturbo                                                                         | Biturbo                                                                             | Biturbo                                 | Biturbo                                                                        | Biturbo                                                            | Biturbo                                  | Biturbo                                   | Biturbo                                   |
| Hubraum                                     | 3498 cm³                          | 3498 cm³                                        | 3498 cm³                                                                        | 4663 cm³                                                                            | 4663 cm³                                | 4663 cm³                                                                       | 5461 cm³                                                           | 5461 cm³                                 | 5461 cm³                                  | 5461 cm³                                  |
| max. Leistung                               | 185 kW (252 PS) bei 6500/min      | 225 kW (306 PS) bei 6500/min                    | 245 kW (333 PS) bei 5250–6000/min                                               | 300 kW (408 PS) bei 5250/min                                                        | 300 kW (408 PS) bei 5250/min            | 300 kW (408 PS) bei 5250/min                                                   | 386 kW (525 PS) bei 5500/min/ [ 410 kW (557 PS) bei 5500/min ] (3) | 410 kW (557 PS) bei 5500/min             | 410 kW (557 PS) bei 5500/min              | 430 kW (585 PS) bei 5500/min              |
| max. Drehmoment                             | 340 Nm bei 3500–4500/min          | 370 Nm bei 3500–5250/min                        | 480 Nm bei 1200–4000/min                                                        | 600 Nm bei 1600–4750/min                                                            | 600 Nm bei 1600–4750/min                | 600 Nm bei 1600–4750/min                                                       | 700 Nm bei 1700–5000/min/ [ 800 Nm bei 2000–4500/min ] (3)         | 720 Nm bei 1750–5250/min                 | 720 Nm bei 1750–5250/min                  | 800 Nm bei 1750–5000/min                  |
| Kraftübertragung                            |                                   |                                                 |                                                                                 |                                                                                     |                                         |                                                                                |                                                                    |                                          |                                           |                                           |
| Antrieb, serienmäßig [ optional ]           | Hinterradantrieb                  | Hinterradantrieb                                | Hinterradantrieb [ Allradantrieb ]                                              | Hinterradantrieb [ Allradantrieb ]                                                  | Hinterradantrieb                        | Allradantrieb                                                                  | Hinterradantrieb                                                   | Hinterradantrieb                         | Allradantrieb                             | Allradantrieb                             |
| Fahrwerk, serienmäßig [ optional ]          | Stahlfahrwerk [ Airmatic ]        | Stahlfahrwerk [ Airmatic ]                      | Stahlfahrwerk [ Airmatic ]                                                      | Airmatic                                                                            | Airmatic                                | Airmatic                                                                       | Sportfahrwerk                                                      | Sportfahrwerk                            | Sportfahrwerk                             | Sportfahrwerk                             |
| Getriebe, serienmäßig                       | 7-Gang-Automatik (7G-Tronic Plus) | 7-Gang-Automatik (7G-Tronic Plus)               | 7-Gang-Automatik (7G-Tronic Plus)                                               | 7-Gang-Automatik (7G-Tronic Plus)                                                   | Neunstufen-Automatik (9G-Tronic)        | 7-Gang-Automatik (7G-Tronic Plus) ab 04/2015: Neunstufen-Automatik (9G-Tronic) | AMG Speedshift MCT 7-Gang-Sportgetriebe                            | AMG Speedshift MCT 7-Gang-Sportgetriebe  | AMG Speedshift MCT 7-Gang-Sportgetriebe   | AMG Speedshift MCT 7-Gang-Sportgetriebe   |
| Messwerte                                   |                                   |                                                 |                                                                                 |                                                                                     |                                         |                                                                                |                                                                    |                                          |                                           |                                           |
| Höchstgeschwindigkeit                       | 250 km/h (6)                      | 250 km/h (6)                                    | 250 km/h (6)                                                                    | 250 km/h (6)                                                                        | 250 km/h (6)                            | 250 km/h (6)                                                                   | 250 km/h (6)/ [ 300 km/h ] (3) (6)                                 | 250 km/h (6)/ 300 km/h (3) (6)           | 250 km/h (6)/ 300 km/h (3) (6)            | 250 km/h (6)/ 300 km/h (3) (6)            |
| Beschleunigung, 0–100 km/h                  | 7,0 s                             | 6,1 s Shooting Brake: 6,7 s                     | 5,3 s [ 5,3 s ] Shooting Brake: 5,4 s [ 5,4 s ]                                 | 5,2 s Shooting Brake: 5,3 s                                                         | 4,8 s Shooting Brake: 4,9 s             | 4,8 s Shooting Brake: 4,9 s                                                    | 4,4 s/ [ 4,3 s ] (3) Shooting Brake: 4,4 s                         | 4,2 s Shooting Brake: 4,3 s              | 3,7 s Shooting Brake: 3,8 s               | 3,6 s Shooting Brake: 3,7 s               |
| Kraftstoffverbrauch auf 100 km (kombiniert) |                                   | 6,8–7,0 l Super Shooting Brake: 7,3–7,4 l Super | 7,3 l Super [ 8,0 l Super ] Shooting Brake: 7,5–7,6 l Super [ 8,3–8,5 l Super ] | 9,0 l Super [ 9,6–9,7 l Super ] Shooting Brake: 9,2–9,3 l Super [ 9,8–9,9 l Super ] | 8,5 l Super Shooting Brake: 8,8 l Super | 9,6 l Super Shooting Brake: 9,8 l Super                                        | 9,8 l Super Shooting Brake: 10,1 l Super                           | 9,8 l Super Shooting Brake: 10,1 l Super | 10,4 l Super Shooting Brake: 10,6 l Super | 10,4 l Super Shooting Brake: 10,6 l Super |
| CO2-Emission (kombiniert)                   |                                   | 159–164 g/km Shooting Brake: 169–172 g/km       | 169–170 g/km [ 187 g/km ] Shooting Brake: 175–177 g/km [ 192–195 g/km ]         | 209 g/km [ 224–226 g/km ] Shooting Brake: 214–216 g/km [ 229–231 g/km ]             | 199 g/km Shooting Brake: 205 g/km       | 224 g/km Shooting Brake: 229 g/km                                              | 231 g/km Shooting Brake: 235 g/km                                  | 231 g/km Shooting Brake: 235 g/km        | 243 g/km Shooting Brake: 248 g/km         | 243 g/km Shooting Brake: 248 g/km         |
| Abgasnorm nach EU-Klassifikation            | Euro 5                            | Euro 5                                          | Euro 6                                                                          | Euro 5                                                                              | Euro 6                                  | Euro 6                                                                         | Euro 5                                                             | Euro 6                                   | Euro 6                                    | Euro 6                                    |

#### Dieselmotoren
| Kenngrößen                                  | CLS 220 d (4)                                 | CLS 250 CDI                                       | CLS 250 d (4)                                 | CLS 250 d (4) 4MATIC                          | CLS 350 BlueTEC (4MATIC) (2)          | CLS 350 d (4)                             | CLS 350 d (4) 4MATIC                                     | CLS 350 CDI (4MATIC) (2)                                                                    |
| Bauzeitraum                                 | seit 09/2014                                  | 03/2011–08/2014                                   | 09/2014–2018                                  | 09/2014–2018                                  | 01/2013–08/2014                       | ,09/2014–2018                             | ,09/2014–2018                                            | 01/2011–08/2014 (11/2011–08/2014)                                                           |
| Motorkenndaten                              |                                               |                                                   |                                               |                                               |                                       |                                           |                                                          |                                                                                             |
| Motorbezeichnung *                          | OM 651 DE 22 LA                               | OM 651 DE 22 LA                                   | OM 651 DE 22 LA                               | OM 651 DE 22 LA                               | OM 642 LS DE 30 LA                    | OM 642 LS DE 30 LA                        | OM 642 LS DE 30 LA                                       | OM 642 LS DE 30 LA                                                                          |
| Motortyp                                    | R4-Dieselmotor                                | R4-Dieselmotor                                    | R4-Dieselmotor                                | R4-Dieselmotor                                | V6-Dieselmotor                        | V6-Dieselmotor                            | V6-Dieselmotor                                           | V6-Dieselmotor                                                                              |
| Gemischaufbereitung                         | Common-Rail-Direkteinspritzung                | Common-Rail-Direkteinspritzung                    | Common-Rail-Direkteinspritzung                | Common-Rail-Direkteinspritzung                | Common-Rail-Direkteinspritzung        | Common-Rail-Direkteinspritzung            | Common-Rail-Direkteinspritzung                           | Common-Rail-Direkteinspritzung                                                              |
| Motoraufladung                              | Biturbo                                       | Biturbo                                           | Biturbo                                       | Biturbo                                       | Turbolader                            | Turbolader                                | Turbolader                                               | Turbolader                                                                                  |
| Hubraum                                     | 2143 cm³                                      | 2143 cm³                                          | 2143 cm³                                      | 2143 cm³                                      | 2987 cm³                              | 2987 cm³                                  | 2987 cm³                                                 | 2987 cm³                                                                                    |
| max. Leistung                               | 125 kW (170 PS) bei 4200/min                  | 150 kW (204 PS) bei 4200/min                      | 150 kW (204 PS) bei 4200/min                  | 150 kW (204 PS) bei 4200/min                  | 185 kW (252 PS) bei 3600/min          | 190 kW (258 PS) bei 3600/min              | 185 kW (252 PS) bei 3600/min ab 04/2015: 190 kW (258 PS) | 195 kW (265 PS) bei 3800/min                                                                |
| max. Drehmoment                             | 400 Nm bei 1600–1800/min                      | 500 Nm bei 1600–1800/min                          | 500 Nm bei 1600–1800/min                      | 500 Nm bei 1600–1800/min                      | 620 Nm bei 1600–2400/min              | 620 Nm bei 1600–2400/min                  | 620 Nm bei 1600–2400/min                                 | 620 Nm bei 1600–2400/min                                                                    |
| Kraftübertragung                            |                                               |                                                   |                                               |                                               |                                       |                                           |                                                          |                                                                                             |
| Antrieb, serienmäßig [ optional ]           | Hinterradantrieb                              | Hinterradantrieb                                  | Hinterradantrieb                              | Allradantrieb                                 | Hinterradantrieb [ Allradantrieb ]    | Hinterradantrieb                          | Allradantrieb                                            | Hinterradantrieb [ Allradantrieb ]                                                          |
| Fahrwerk, serienmäßig [ optional ]          | Stahlfahrwerk [ Airmatic ]                    | Stahlfahrwerk [ Airmatic ]                        | Stahlfahrwerk [ Airmatic ]                    | Stahlfahrwerk [ Airmatic ]                    | Stahlfahrwerk [ Airmatic ]            | Stahlfahrwerk [ Airmatic ]                | Stahlfahrwerk [ Airmatic ]                               | Stahlfahrwerk [ Airmatic ]                                                                  |
| Getriebe, serienmäßig                       | Neunstufen-Automatik (9G-Tronic)              | 7-Gang-Automatik (7G-Tronic Plus)                 | Neunstufen-Automatik (9G-Tronic)              | 7-Gang-Automatik (7G-Tronic Plus)             | 7-Gang-Automatik (7G-Tronic Plus)     | Neunstufen-Automatik (9G-Tronic)          | 7-Gang-Automatik (7G-Tronic Plus) ab 04/2015: 9G-Tronic  | 7-Gang-Automatik (7G-Tronic Plus)                                                           |
| Messwerte                                   |                                               |                                                   |                                               |                                               |                                       |                                           |                                                          |                                                                                             |
| Höchstgeschwindigkeit                       | 226 km/h Shooting Brake: 217 km/h             | 242 km/h                                          | 242 km/h Shooting Brake: 235 km/h             | 236 km/h Shooting Brake: 229 km/h             | 250 km/h (6) [ 245 km/h ]             | 250 km/h (6)                              | 245 km/h Shooting Brake: 240 km/h                        | 250 km/h (6)                                                                                |
| Beschleunigung, 0–100 km/h                  | 8,3 s Shooting Brake: 8,6 s                   | 7,5 s Shooting Brake: 7,8 s                       | 7,5 s Shooting Brake: 7,7 s                   | 7,9 s Shooting Brake: 8,1 s                   | 6,6 s [ 6,7 s ]                       | 6,5 s Shooting Brake: 6,6 s               | 6,7 s Shooting Brake: 6,8 s                              | 6,2 s [ 6,4 s ] Shooting Brake: 6,6 s [ 6,7 s ]                                             |
| Kraftstoffverbrauch auf 100 km (kombiniert) | 4,6–4,7 l Diesel Shooting Brake: 4,9 l Diesel | 5,1–5,3 l Diesel Shooting Brake: 5,3–5,4 l Diesel | 4,6–4,7 l Diesel Shooting Brake: 5,0 l Diesel | 5,3 l Diesel Shooting Brake: 5,5–5,6 l Diesel | 5,5–5,6 l Diesel [ 6,1–6,2 l Diesel ] | 5,4 l Diesel Shooting Brake: 5,7 l Diesel | 6,1–6,2 l Diesel Shooting Brake: 6,6–6,8 l Diesel        | 6,0–6,1 l Diesel [ 6,7–6,9 l Diesel ] Shooting Brake: 6,0–6,1 l Diesel [ 6,6–6,7 l Diesel ] |
| CO2-Emission (kombiniert)                   | 122 g/km Shooting Brake: 127 g/km             | 134–138 g/km Shooting Brake: 139–143 g/km         | 122 g/km Shooting Brake: 130 g/km             | 140 g/km Shooting Brake: 146–147 g/km         | 144–146 g/km [ 160–164 g/km ]         | 140–142 g/km Shooting Brake: 149 g/km     | 160–162 g/km Shooting Brake: 174–178 g/km                | 159–160 g/km [ 177–181 g/km ] Shooting Brake: 159–162 g/km [ 174–176 g/km ]                 |
| Abgasnorm nach EU-Klassifikation            | Euro 6                                        | Euro 5                                            | Euro 6                                        | Euro 6                                        | Euro 6                                | Euro 6                                    | Euro 6                                                   | Euro 5                                                                                      |

Werte in eckigen Klammern [ ] für Modelle mit Allradantrieb

* Die Motorbezeichnung ist wie folgt verschlüsselt:
M = Motor (Otto), OM = Ölmotor (Diesel), Baureihe = 3-stellig, DE = Direkteinspritzung, LS = Leistungssteigerung, Hubraum = Deziliter (gerundet), A = Abgasturbolader, L = Ladeluftkühlung, LA = wie AL, red. = reduzierte(r) Leistung/Hubraum

### Getriebe
Alle Modelle werden serienmäßig über die Hinterräder angetrieben und verfügten bis zur Modellpflege im September 2014 über das überarbeitete 7-Gang-Automatikgetriebe 7G-Tronic Plus. Ein neu entwickelter Drehmomentwandler soll der 7-Gang-Automatik ein besseres Ansprechverhalten, eine verlängerte Haltbarkeit geben sowie die Geräusche und Vibrationen reduzieren. Letzteres wird durch einen überarbeiteten Hydraulikkreislauf, weiterentwickelte Dämpfer und eine Wandlerüberbrückungskupplung, die schlupfreduzierend wirkt, erreicht. Die Lager und Dichtungen des Getriebes wurden hinsichtlich besserer Reibungseigenschaften optimiert; außerdem wird nun ein länger haltbares Automatikgetriebeöl mit verringerter Viskosität verwendet. Die Verwendung dieses Öles bringt deutlich längere Ölwechselintervalle mit sich; so verlängern sich diese von 50.000 Kilometern beim Vorgängermodell auf nun 125.000 Kilometer. Die Schaltvorgänge sollen aufgrund einer verbesserten elektrohydraulischen Einheit, reibungsreduzierender Materialien und verbesserter Software nun ruhiger und schneller stattfinden.
Mit der Modellpflege, die im September 2014 eingeführt wurde, erhalten alle Modelle die neue 9-Gang-Automatik (9G-Tronic). Nur die 4MATIC-Modelle und der CLS 400 werden weiterhin mit der 7G-Tronic Plus ausgeliefert.
Im CLS 63 AMG wird die Kraft über das AMG Speedshift MCT 7-Gang-Sportgetriebe, das an eine Start-Stopp-Automatik gekoppelt ist, übertragen. Eine in einem Ölbad laufende nasse Anfahrkupplung übernimmt die Rolle des Drehmomentwandlers. Um die Schwingungen zu reduzieren, wird ein zweistufiger Torsionsdämpfer verwendet. Das Getriebegehäuse ist aus Magnesium hergestellt; das Getriebe in seiner Gesamtheit bringt es auf ein Gewicht von rund 80 Kilogramm. Außerdem stehen vier verschiedene Programme, die die Schaltvorgänge unter anderem verkürzen und Mehrfachrückschaltungen erlauben, zur Auswahl. Auch eine Launch Control ist hier vorhanden.

### Lenkung
In der zweiten Generation des CLS kommt erstmals eine neu entwickelte elektromechanische Direktlenkung zum Einsatz. Bei dieser Direktlenkung, deren Lenkübersetzung über den Lenkwinkel direkter wird, befinden sich das Lenkgetriebe und der Servomotor in einer Einheit auf einem vor der Radmittenachse montierten Integralträger. Mithilfe zusätzlicher Sensoren und des Steuergerätes wird die aufzubringende Lenkkraft verringert. Außerdem wird in der Lenkung eine aktive Dämpfung verwendet. Die elektromechanische Direktlenkung bringt den Vorteil mit sich, dass sie auch bei ausgeschaltetem Motor servounterstützt arbeitet und dass nun auch eine automatische Einparkfunktion vorhanden ist. Auch bei einer zum Rad hin abfallenden Fahrbahn soll der Fahrer entlastet und so unterstützt werden.
Außerdem verbessert die Lenkung auch das Bremsen auf µ-Split, also unterschiedlich griffigem Untergrund, indem das Giermoment erkannt wird und dem Fahrer durch Übergehen eines Lenkmoments ein Impuls zum Gegenlenken gegeben wird. Dadurch wird sowohl der Bremsweg als auch die Spurtreue verbessert. Die Einstellwege der Lenksäule betragen jeweils 25 Millimeter in der Höhe und 15 beziehungsweise 35 Millimeter in der Länge nach vorne und nach hinten.
Der CLS 63 AMG besitzt eine elektromechanische Sportparameter-Lenkung von AMG, die mit verschiedenen Modi, die per Knopfdruck eine höhere oder geringere Lenkunterstützung mit sich bringen, verbunden ist.

### Fahrwerk
Beim Stahlfahrwerk mit einem amplitudenabhängigen Dämpfungssystem, das dafür sorgt, dass sich die Stoßdämpfer der jeweiligen Fahrsituation anpassen, indem die Dämpferkräfte automatisch verringert oder erhöht werden, vorne ist eine Dreilenkerachse mit MacPherson-Federbeinen eingebaut, hinten eine Raumlenkerachse. In der Lenkerebene der Federbeine befinden sich zum einen die Zug- und Querstrebe, die das Wankzentrum auf 90 Millimeter erhöhen, zum anderen eine Spurstange der Zahnstangenlenkung. Außerdem ist ein Stabilisator mit dem Federbein, das das Vorderrad unter anderem führt und das aus zylindrischen, querkraftkompensierenden Schraubenfedern, Zweirohr-Stoßdämpfern und dreiphasigen Kopflagern aufgebaut ist, verbunden. Die Hinterachse ist an einem Fahrschemel aufgehängt. Zur Steigerung des Komforts wird eine zusätzliche Abstützung für die vordere Fahrschemellagerung genutzt, was die Einleitungssteifigkeit erhöht. An der Hinterachse bestehen die Federbeine aus zylindrischen, querkraftkompensierenden Schraubenfedern, Einrohr-Stoßdämpfern und dreiphasigen Kopflagern.
Die auf Wunsch erhältliche und beim CLS 500 serienmäßige Zweikammernluftfederung Airmatic ist mit einem stufenlos arbeitenden und einem jedes Rad einzeln regelnden elektronisch geregelten Dämpfungssystem verbunden. Sieben Sensoren sammeln Informationen über die jeweilige Fahrsituation und den Aufbauzustand. Dadurch wird die optimale Stoßdämpfercharakteristik eingestellt. Das System bestimmt die Dämpfkraft für jedes Rad einzeln. In der Luftfederung inbegriffen ist eine automatische Höhenregulierung, die dafür sorgt, dass sich das Fahrzeug bei beladenem Zustand nicht absenkt. Bei höheren Geschwindigkeiten wird die Fahrzeughöhe automatisch verringert, um den Kraftstoffverbrauch zu senken und die Fahrsicherheit zu erhöhen. Auf schlechten Straßen oder auf hohen Auffahrten kann das Fahrzeugniveau per Knopfdruck auch erhöht werden. Im Vergleich zur ersten Generation des CLS wurde der dynamische Auftrieb an der Hinterachse minimiert, was eine höhere Bremsstabilität mit sich führt.
Beim Topmodell, dem CLS 63 AMG, kommt an der Vorderachse eine Stahlfederung zum Einsatz, an der hinteren Achse jedoch eine Luftfederung. Dies bringt den Vorteil mit sich, dass die Fahrzeughöhe hinten stets gleichbleibend ist. Als vordere Radaufhängung dient eine im Vergleich zu den schwächermotorisierten Modellen Dreilenker-Vorderachse mit auf 1623 Millimeter vergrößerter Spurweite. Die Radträger haben außerdem einen größeren negativen Radsturz. Das AMG Ride Control-Sportfahrwerk ist mit einem elektronisch geregelten und mithilfe vier Sensoren, die Beschleunigungs- und Bremsphasen sowie Lenkwinkel und Querbeschleunigungen überwachen, und mithilfe vier sich um die Fahrzeughöhe kümmernden Sensoren sowie weitere drei sich um die Aufbaubewegungen kümmernden Sensoren, arbeitenden Dämpfungssystem ausgestattet, das den Beladungszustand ebendieser je nach Situation und Geschwindigkeit stufenlos variiert, um beispielsweise ein Wanken der Karosserie zu vermindern.

### Bremsen
An der Vorderachse arbeiten innenbelüftete, gelochte Bremsscheiben mit einem Durchmesser von bis zu 360 Millimetern und an der Hinterachse haben die innenbelüfteten Bremsscheiben, bei den Vierzylinder-Dieselmodellen  massive Bremsscheiben, einen Durchmesser von bis zu 320 Millimetern – je nach Motorisierung. Um den Abkühlungsprozess der Bremse zu beschleunigen, wurden zweiteilige Abdeckbleche, die die Luft vom Unterboden über die Radhäuser zur Bremse führen, entwickelt. Bei den Vier- und Sechszylinder-Motoren werden an der Vorderachse Faustsattel mit einem aus Aluminium hergestellten Bremssattelgehäuse verbaut, bei den Achtzylinder-Modellen Festsattel mit einem aus Aluminium hergestellten Bremssattelgehäuse. Hinten kommen bei allen Modellen Faustsattel mit einem aus Aluminium hergestellten Bremssattelgehäuse zum Einsatz. Das Bremssystem verfügt über eine Trockenbremsfunktion.
Das Bremssystem des CLS 63 AMG besteht aus an beiden Achsen verbauten innenbelüfteten, gelochten Bremsscheiben mit einem Durchmesser von 360 Millimetern. Die vorderen höherer Belastung ausgesetzten Scheiben sind in Verbundtechnik aufgebaut. Auf Wunsch gibt es für dieses Modell auch eine AMG Keramik-Hochleistungs-Verbundbremsanlage mit vorne im Durchmesser 402 Millimeter und hinten 360 Millimeter großen Keramikbremsscheiben. Diese Bremsanlage hat ein im Vergleich zur in diesem Modell serienmäßig verbauten Anlage um 40 Prozent gesenktes Gewicht.

### Karosserie
Rund 70 Prozent der Rohbaukarosserie besteht aus hoch- und ultrahochfesten Stahllegierungen. Die vierteilige Stirnwand bietet vier Aufprallebenen. Die obere Längsträgerebene stellen die Profilbleche über den Radkästen dar. Die mittlere Aufprallzone besteht aus einem Aluminium-Querträger und Längsträgern, an die die bis zum hinteren Querträger reichenden durchgehenden Bodenlängsträger, die Kräfte verzweigen können, anschließen. Der Integralträger, auf dem der Motor, die Lenkung und die Vorderachse befestigt sind, dient ebenfalls als eine Ebene. Weiterhin verhindern die verlängerten Seitenschweller ein Eindringen des Rades in den Innenraum. Im Unterboden befinden sich den Karosserieboden versteifende Tunnelstreben, die im Falle eines Seitenaufpralls Kräfte auf die stoßabgewandte Seite übertragen. Die Heckstruktur besteht aus mehrteiligen, in geschlossenes Kastenprofil gehaltenen Längsträgern, die eine abgestufte Materialstärke aufweisen, und einem Biegequerträger, bei welchem die Materialstärke an den bei einem Unfall deutlich stärker belasteten Außenseiten höher ist als an der Innenseite.
Mit dem Ziel, das Gewicht zu senken und somit den Verbrauch zu optimieren, bestehen die Türen nun vollständig aus Aluminium; ebenso wie die Motorhaube, die vorderen Kotflügel, der Kofferraumdeckel, die Hutablage, die Trägerprofile, wesentliche Teile des Fahrwerks sowie der Motoren. Obwohl der CLS in der Breite gewachsen ist und so eine größere Stirnfläche hat, wurde der Luftwiderstand um rund 10 Prozent gesenkt. Eine Kühlluftjalousie und aerodynamisch optimierte Reifen tragen außerdem dazu bei, dass der {\displaystyle c_{w}}-Wert auf 0,26 verringert werden konnte. Dies entspricht einer Verbesserung um 13 Prozent im Vergleich zum ersten CLS.
Ein in Hinsicht auf Aerodynamik und Aeroakustik optimierter Außenspiegel sitzt nun an der Türflanke. Am Unterboden werden Motorraum- und Hauptbodenverkleidungen verbaut und es finden Radspoiler Verwendung.
Um die Windgeräusche zu senken, wurden die Fugenabdichtungen zwischen Motorhaube und Kühlermaske und am Außenspiegel zwischen Spiegelkopf und Spiegelfuß verbessert. Ein Windabweiser wurde darüber hinaus am Schiebedach montiert. Die Türen haben nun eine höhere Steifigkeit und es finden verschiedene Dämpfmittel Verwendung. Das Regenwasser wird hinten über zwei Kanäle, die sich links und rechts von der Heckscheibe befinden, abgeleitet.

### Räder
Alle Modelle mit vier und sechs Zylindern haben ab Werk 17-Zoll-Reifen in der Dimension 245/45, der CLS 500 rollt serienmäßig auf 18-Zoll-Reifen der Dimension 255/40, die auf Wunsch auch für die schwächeren Modelle erhältlich sind. Außerdem werden für alle Modelle auch 18-Zoll-Räder in 255/40 vorne und 285/35 hinten sowie 19-Zoll große Räder in 255/35 vorne beziehungsweise 285/30 hinten angeboten. Der CLS 63 AMG verfügt serienmäßig über 19 Zoll große Reifen der Dimension 255/35 vorne beziehungsweise 285/30 hinten.

### Sicherheit
Für die Sicherheit sorgen neun Airbags, darunter adaptive Airbags für Fahrer und Beifahrer, ein Knieairbag für den Fahrer, zwei sich in den vorderen Sitzlehnen befindende Seitenairbags, die gegen Aufpreis auch für die hinteren Sitze erhältlich sind, sowie zwei den gesamten Fensterbereich abdeckende Window-Airbags und den Beckenbereich schützende Pelvisbags für die vorderen Passagiere. Die Gurte sind allesamt Dreipunkt-Automatikgurte mit Gurtstraffern und Gurtkraftbegrenzern. Außerdem verfügt die zweite Generation des CLS über crashaktive Kopfstützen, die die Halswirbelsäule bei einem Heckaufprall schützen, indem die Köpfe durch Verschieben ebendieser Kopfstützen um 40 Millimeter nach vorn und um 30 Millimeter nach hinten früher abgestützt werden. Das serienmäßige Pre-Safe-System trifft bei einem drohenden Unfall Schutzmaßnahmen. Steht ein Unfall bevor, werden Gurte gestrafft, Sitze aufrecht gestellt, die Fenster und das Schiebedach geschlossen sowie die Ausfaltung der Airbags vorbereitet. Pre-Safe arbeitet darüber hinaus mit dem Bremsassistenten und dem ESP zusammen, sodass bei Nicht-Reagieren des Fahrers eine vollautomatische Vollbremsung eingeleitet werden kann. Ebenfalls zur Sicherheitsausstattung zählen die Müdigkeitserkennung "Attention Assist" (Serienausstattung), Spurhalteassistent, Totwinkelassistent, Geschwindigkeitslimit-Assistent mit Verkehrszeichenerkennung, Nachtsicht-Assistent Plus mit Infrarotkamera sowie der Abstandsregeltempomat Distronic Plus und zahlreiche weitere Sicherheitssysteme.

## Auszeichnungen
Anfang 2011 erhielt der CLS das Umweltzertifikat des TÜV Süd, das bescheinigt, dass dieses Auto während seines gesamten Lebenszyklus – von der Herstellung über den täglichen Betrieb bis zur Verwertung – die Umwelt weniger belastet als vergleichbare Produkte. So werden rund 30 Prozent weniger CO2-Emissionen als beim Vorgängermodell ausgestoßen. Zur Ermittlung dieser Bilanz wurden 40.000 Einzelprozesse herangezogen; daraus resultierend kam das Öko-Profil zustande. Untersucht wurden alle umweltrelevanten Prozesse von der Entwicklung über die Produktion und Nutzung bis zur Verwertung. So sind in dem CLS beispielsweise eine Vielzahl an Recyclingbauteilen und Naturmaterialien aus nachwachsenden Rohstoffen verbaut. Außerdem erfüllt der CLS 2011 die ab 1. Januar 2015 vorgeschriebene Verwertungsquote von 95 Gewichtsprozent.

## Absatz
Im ersten Jahr, 2011, wurden 32.533 Fahrzeuge abgesetzt. Im darauffolgenden Jahr 2012 wurden weltweit 36.825 Fahrzeuge ausgeliefert.

## Ausblick
Es wird prognostiziert, dass Europa der größte Markt des CLS sein wird. Dort sollen 46 Prozent der weltweit verkauften Fahrzeuge, also fast jeder zweite CLS, abgesetzt werden.
Die Markteinführung auf dem nordamerikanischen Markt fand im Mai desselben Jahres statt.